# Mal Lucas
Mal Lucas (Wrexham, Gales; 7 d octubre de 1938-14 de marzo de 2024) fue un futbolista y entrenador de fútbol británico que jugó en la posición de lateral derecho.

## Carrera

### Club
| Periodo   | Club               |
| --------- | ------------------ |
| 1956-1958 | Bradley Rangers FC |
| 1958–1965 | Leyton Orient FC   |
| 1965–1970 | Norwich City FC    |
| 1970–1974 | Torquay United FC  |
| 1974-1976 | Gorleston FC       |

### Selección nacional
Jugó para Gales en cuatro ocasiones en 1962. Su primer partido lo jugó el 11 de abril de 1962 ante Irlanda del Norte y su último partido lo jugó el 21 de noviembre de 1962 ante Inglaterra.

### Entrenador
Dirigió al Gorleston FC de 1976 a 1980.